# Kukan
Il Kukan (in russo Кукан?) è un fiume dell'Estremo oriente russo, affluente di sinistra dell'Urmi che scorre nel Chabarovskij rajon del Territorio di Chabarovsk.

## Descrizione
Il fiume scende dal versante sud-orientale dei monti Kur-Urmijskij. Nel corso superiore scorre a sud-est attraverso un terreno montuoso, ricoperto da boschi di abeti rossi, quindi volge in direzione sud-occidentale lungo la valle intermontana, dapprima stretta, poi ampia e paludosa, con ripidi pendii a destra e dolci pendii a sinistra, sino a sfociare nell'Urmi a 206 km dalla foce, presso il villaggio di Kukan. La lunghezza del fiume è di 151 km, l'area del bacino è di 2 310 km².